# Cushmania
Cushmania es un género de foraminífero bentónico de la subfamilia Dictyoconinae, de la familia Orbitolinidae, de la superfamilia Orbitolinoidea, del suborden Orbitolinina y del orden Loftusiida. Su especie tipo es Conulites americana. Su rango cronoestratigráfico abarca el Luteciense (Eoceno medio).

## Discusión
Clasificaciones previas incluían Cushmania en el suborden Textulariina del orden Textulariida o en el orden Lituolida.

## Clasificación
Cushmania incluye a las siguientes especies:
- Cushmania americana †
- Cushmania fontabellensis †
- Cushmania ignota †
- Cushmania psarevi †